# Metz-Tessy
Metz-Tessy é uma ex-comuna francesa na região administrativa da Alta Saboia, região de Auvérnia-Ródano-Alpes. Estendeu-se por uma área de 5,29 km². Em 2010 a comuna tinha 2 708 habitantes (densidade: 511,9 hab./km²).
Em 1 de janeiro de 2016 foi fundida com a comuna de Épagny para a criação da nova comuna de Épagny-Metz-Tessy.